# 舵
舵是航行設備外壳上，用來改变或保持航向的装置，最早用於船舶。 

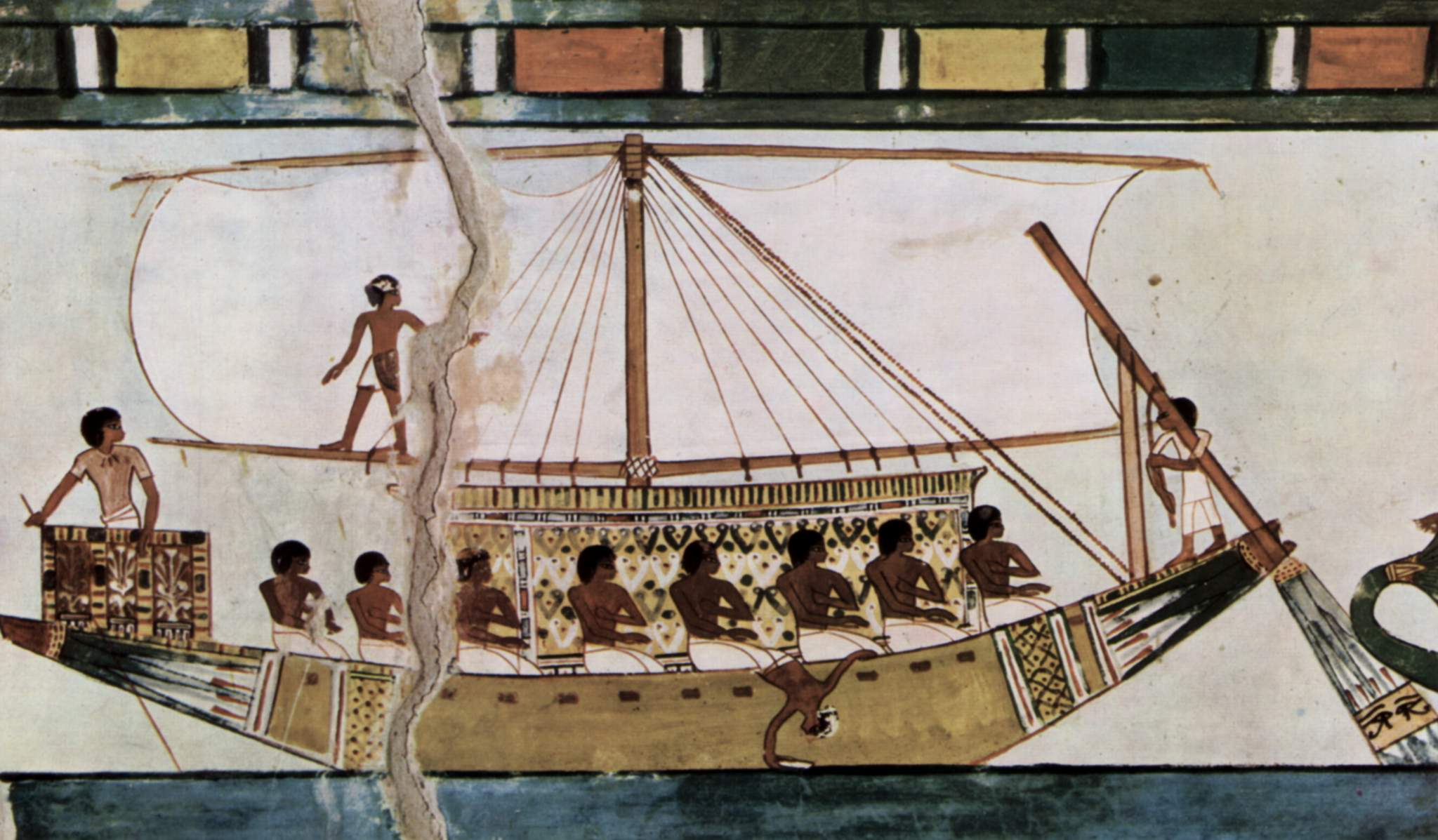
約西元前1422-1411年間古埃及墓畫的船舵

各类槳帆船船桨也具有相类似的功能。古代的船只往往靠人力或风力来推动，有些把船桨用双耳圆环固定在船舷的两侧，有些则安装在船尾，有些为两者皆可通用。在地中海地区的文献中，两侧的船桨往往被称为“四分之一船桨”，其得名于此类船桨安装的位置在船身后方的四分之一处。而位于船尾的桨与现代轮船的转向原理相类似，一般为船尾中心线的位置。其结构设计非常多样化，古代欧洲往往通过铁制的螺栓和铰链将其和船身连接，阿拉伯人的设计是在船尾安装一个圆环，把船舵插在其中。中国古代的舵和阿拉伯比较类似，但是是通过滑轮驱动的。
古埃及人在西元前3100年美尼斯時期就已發明，但那比較像控制方向的船尾船槳而非現代的船舵。不需用人力一直控制的轉向舵，最早出現在西元一世紀的中國，至於歐洲可能到12世紀才有這類船舵。
1955年在广州近郊出土的东汉陶制船模，船尾就设有一支舵，这是中国最早的舵。从出土的汉朝文物和文献可以说明，舵在汉朝已经有。1978年在天津市静海县宋朝古船上发现了平衡舵。1999年，在安徽省淮北市柳孜运河遗址发掘出8条唐朝木船，其中一条尾部留存一把完整的拖舵。这是拖舵在实体船上的首次发现，依发现地命名为“淮北舵”。